# Preniltransferase
Preniltransferases ou transferases de prenila são uma classe de enzimas que transferem grupos prenila alílicos para moléculas aceptoras.
As preniltransferases são geralmente divididos em duas classes:  cis (ou Z) e trans (ou E), dependendo da estereoquímica dos produtos resultantes. Como exemplos de preniltransferases podem-se citar a dimetilaliltranferase e pirofosfato de geranilgeranila sintase. Entre as cis-preniltransferases, pode ser citada a desidrodolicol difosfato sintase (envolvida na produção de um precursor do dolicol).
A subunidade beta das farnesiltransferases é responsável pela ligação em peptideos. A hopeno-esqualeno ciclase é uma enzima bacteriana que catalisa a ciclização do esqualeno em hopeno, um passo chave na biossíntese de hopanóides (triterpenóides). A lanosterol sintase (EC 5.4.99.7) (oxidosqualeno-lanosterol ciclase) catalisa a ciclização do (S)-2,3-epoxiesqualene em lanosterol, o precursor inicial do colesterol, esteróides e vitamina D em vertebrados e do ergosterol em fungos. A cicloartenol sintase (CE 5.4.99.8) (2,3-epoxiesqualeno-cicloartenol ciclase) é uma enzima vegetal que catalisa a ciclização de (S)-2,3-epoxiesqualeno para cicloartenol.